# Yanhu
Yanhu léase Yan-Jú (en chino:盐湖区, pinyin:Yánhú qū, lit: lago sal) es un distrito urbano bajo la administración directa de la ciudad-prefectura de Yuncheng. Se ubica al  norte de la provincia de Shanxi, este de la República Popular China. Su área es de 1237 km² y su población total para 2010 fue de +600 mil habitantes. 

## Administración
El distrito de Yanhu se divide en 21 pueblos que se administran en 8 subdistritos, 7 poblados y 6 villas.